# 網根
網根 (Netroots)是指透過部落格或其他網路媒體（包括 wiki 和社會性網路服務）所組織的政治性行動主義者。Netroots 這個字是由 internet 和 grassroots 兩字組合而成，反映了技術創新引發的改變，不同於其他的政治參與的形式。在美國，這個字通常是使用在左傾的脈絡裡。
網根這個字與一些相關的概念有點重疊，例如電子民主、開放政治、參與式民主，這些都是比較具體、有比較好的定義、並且更為廣泛接受。網根主要是選舉導向的行動，使用網路來彌補傳統的競選活動之不足，例如與推動投票的草根運動合作、透過地區性的互動以組織動員（例如 Meetup），以及網根與草根的結盟、以支持 霍华德·迪安 在 2005 年 1 月成為美國民主黨全國委員會的主席。
網根的擁護者認為，網根的必要特質是無階層、相互連結的網路連結性，其所形成的傳播效用，將可以影響傳統媒體。透過類似 blogswarm 的活動，網根展現其無階層、去中心的特性。
網根的美國起源
網根這個字在現代裡第一次開始風行，是 Jerome Armstrong 在 2002 年 12 月於 MyDD 發表的一篇文章Netroots for Howard Dean。民主黨的政治顧問 Joe Trippi 把 Howard Dean 的成功，歸諸傾聽網根的聲音、結合網根的行動。